# Osselle-Routelle
Ossel-Routelle is een gemeente in het Franse departement Doubs (regio Bourgogne-Franche-Comté). De plaats maakt deel uit van het arrondissement Besançon. De gemeente is op 1 januari 2016 ontstaan door de fusie van de gemeenten Osselle en Routelle. Osselle-Routelle telde op 1 januari 2022 956 inwoners.

## Geografie
De oppervlakte van Osselle-Routelle bedraagt 10,74±0 vierkante kilometer; de bevolkingsdichtheid is 291 inwoners per km² (per 1 januari 2019). De plaats ligt aan de Doubs.
De onderstaande kaart toont de ligging van Osselle-Routelle met de belangrijkste infrastructuur en aangrenzende gemeenten.

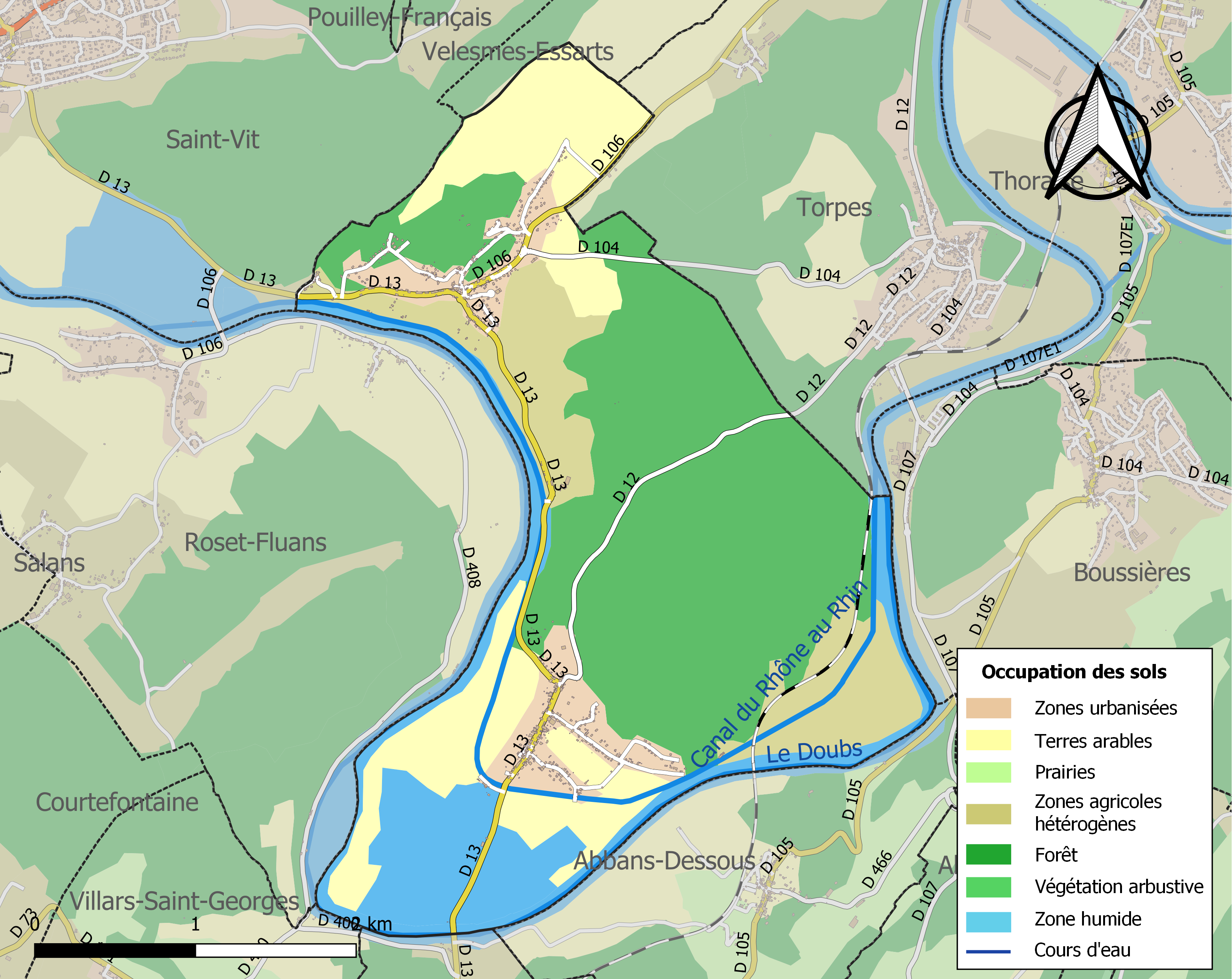